# Marco Forieri
Marco Forieri, noto anche con lo pseudonimo di Furio (Venezia, 3 ottobre 1962), è un musicista e editore musicale italiano, già cantante e sassofonista del gruppo reggae veneziano Pitura Freska. 
Nel 2002 fonda gli Ska-J, gruppo musicale del quale è frontman, voce ed autore principale.

## Biografia
Il suo strumento musicale è il sax che ha studiato seguendo stage stagionali di musica jazz con artisti come Steve Lacy e Sal Nistico. Si interessa alla musica della fine degli anni settanta suonando in vari gruppi di vario genere: Pitura Freska (reggae), Neuro (jazz-rock), Catacomba (punk), Rio, Slep, Funky sacca band (funk), Dadasein (rock) ed Eighty free (ska-reggae). Durante gli anni ottanta suona con Il Collettino, con il quale continua a suonare ancora oggi in diverse occasioni, e gli Apocalypso gruppi che fanno musica demenziale in dialetto veneziano. Nel 1986 assieme ad alcuni amici di Santa Marta, fonda il gruppo funk veneziano Zoo Zabumba.
Nel 1998 scrive il brano Come è bello far l'amore per l'Orchestra Casadei. Nello stesso anno è produttore artistico dei dischi dal vivo dei Pitura Freska Olive vol. 1 e Olive vol. 2. Dal 1997 al 2002 è stato amministratore unico della società dei Pitura Freska, PFK Gran Calma srl. In questi anni continua a collaborare con altri musicisti come il gruppo reggae Radio Rebelde del Lido di Venezia partecipando alla registrazione di alcune sezioni di fiati insieme a Valerio Silvestri per l'album Tam Tam. Lo troviamo anche in poderose jam anche con Africa Unite, Bluebeaters e Isola Posse. Dal 1995 al 1996 vive a Milano e nel 1998 vive a Roma. Nel 1995 fonda il gruppo SoVibes, band che ripropone brani reggae degli anni sessanta/settanta. Nel 1997 collabora con l'attore Marco Paolini per la realizzazione delle musiche dello spettacolo Quaderni di Viaggio-Il Milione. Nel 1999 inizia a collaborare con Caterpillar e la Banda Osiris.
Nel 2000 partecipa al film Zora la vampira con Carlo Verdone, in qualità di attore. Nel 2001 fonda i Davidemato "tributo a Bob Marley" che con tour di 80 date, celebra i 20 anni dalla morte Bob Marley. Il 2 dicembre 2002 suona l'ultimo concerto dei Pitura Freska. Dal 2002 lavora per la rete dei locali veneziani e con gruppi come Catarrhal Noise, Gustavo&Paina e il Collettino e dal 2008 con una band veneziana i Rumatera. Nel 2008 ha partecipato come special guest nell'album d'esordio dei Rumatera, un gruppo punk-rock veneziano, dove ha cantato nella cover di Picinin (famosa canzone dei Pitura Freska) e in Doman no se lavora.
Oltre che alla musica si è dedicato alla sua città in diverse occasioni con lo IUAV, il MIT e la Biennale di Venezia, la Fondazione Giorgio Cini. Dal 2002 Forieri è impegnato con gli Ska-J, gruppo veneziano che suona brani in chiave Ska Jazz. Il gruppo si esibisce regolarmente durante il Carnevale di Venezia, ma ha suonato anche in diverse date europee, facendo da spalla a gruppi come i New York Ska Jazz Ensemble e gli Skatalites durante diverse edizioni del Sunsplash. Ha partecipato a molte trasmissioni televisive (come Quelli che il calcio, Domenica in, Carosello, Ottomillimetri, Sanremo big, Festivalbar) e radiofoniche (come Crekers, Dj per una notte, Caterpillar, Notturno italiano). L'8 dicembre 2010 ha partecipato con gli Ska-J alla trasmissione Parla con me per presentare il suo album Brube. Il 13 ottobre 2013 partecipa come concorrente ad Avanti un altro!.

## Discografia

### Album
- Furiology (2016)

### Singoli
- Orietta Berti (2016)
- Col bastone (2020)
- Muoviti e Balla (2021)

### Collaborazioni e partecipazioni
- Ossigeno (1990)
- 'Na bruta banda (1991)
- Duri i banchi (1993)
- Yeah (1995)
- Yeah in Dub (1996) (l'album precedente remixato)
- Gran calma (1997)
- Olive vol. 1 (1999) (dal vivo)
- Olive vol. 2 (1999) (dal vivo)
- Piatti roventi - Pitura Freska Sound System (1999)
- Golden (2001)
- Venice Goes Ska (2003)
- Men in the Street (2004)
- Quizas, Quizas, Quizas (2004)
- Teék (2005)
- Venice goes ska, AGAIN! (2006)
- Adesso eh (2007)
- Ska-j Play Standards (2009)
- Dal vivo con amore (2010)
- Brube (2010)
- El mejo (2010)
- DesCanta Claus (2011)
- Socco (2012)
- DesCanta Claus Vol.2 (2012)
- DesCanta Claus Vol.3 (2013)

## Videografia
- Santamarta (2003)
- Quizas, quizas, quizas (2004)
- Vivo con Amore (2008)
- So Figo (2010)
- Socco (2012)
- Orietta Berti (2016)
- Molesto (2018)
- Col bastone (2020)
- Muoviti e Balla (2021)

## Riconoscimenti
Marco Forieri è vincitore di tre dischi d'Oro con i Pitura Freska per gli album 'Na bruta banda, Duri i banchi e Gran calma, un disco di Platino con 'Na bruta banda. Nel 1992 è vincitore del premio Tenco con il brano dialettale Pin Floi.
Il brano Santamarta secondo un sondaggio del MEI si è classificato ottavo tra i brani dialettali più amati in Italia.